# Melonites
Melonites es un género de foraminífero bentónico considerado un sinónimo posterior de Borelis de la familia Alveolinidae, de la superfamilia Alveolinoidea, del suborden Miliolina y del orden Miliolida. Su especie tipo era Melonites sphaerica. Su rango cronoestratigráfico abarcaba el Holoceno.

## Clasificación
Melonites incluía a las siguientes especies:
- Melonites sphaerica
- Melonites sphaeroidea